# Pere Cabot i Roldós
Pere Cabot i Roldós (Barcelona, 1876 - Barcelona, 3 de setembre de 1907) fou un futbolista català de la dècada de 1900.

## Trajectòria
Fou un dels membres fundadors del FC Barcelona, essent qui va inscriure el club en el registre d'associacions l'any 1902. Va ser directiu del club entre 1901 i 1903 i jugador entre 1899 i 1902. Només jugà un partit oficial a la Copa Macaya l'any 1901 i 26 partits no oficials. El 1902 es penjà al coll la Medalla de la Federació Gimnàstica Espanyola jugant amb el segon equip 9 dels 12 partits de què constava el torneig. Va morir molt jove a causa d'una malaltia.